# (2867) Штейнс
(2867) Штейнс (латыш. Šteins) — астероид главного пояса, который принадлежит к очень светлому спектральному классу E. Он был открыт 4 ноября 1969 года советским астрономом Николаем Черных в Крымской обсерватории. При регистрации открытия объекту было присвоено обозначение 1969 VC. 27 апреля 1983 года астероид был включён в каталог малых планет под номером 2867. 18 сентября 1986 года астероиду официально присвоено имя. Он был назван в честь латвийского и советского астронома — Карла Штейнса.

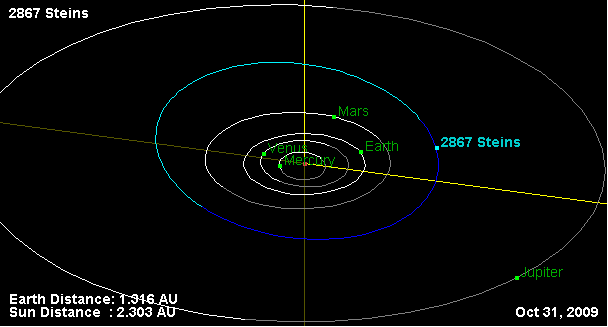
Орбита астероида Штейн и его положение в Солнечной системе

## Орбитальные характеристики
Штейнс обращается на среднем расстоянии в 2,364 а. е. (353,6 млн. км) от Солнца. Орбита Штейнса не выделяется среди большинства объектов Главного пояса астероидов. Она обладает умеренными эксцентриситетом, равным 0,14556 и наклонением в 9,943°. Таким образом, максимальное расстояние от Штейнса до Солнца составляет 2,708 а. е. (405,1 млн км), минимальное — 2,02 а. е. (302,2 млн. км).
Абсолютная звёздная величина Штейнса составляет 12,9m. Его видимый блеск в течение синодического периода меняется в пределах 14,6-18,0m..
Период обращения Штейнса вокруг Солнца составляет 3,63 года (1327 суток).

## Физические характеристики
Спектроскопические исследования, проведённые астрономами Европейской южной обсерватории, показали что (2867) Штейнс является астероидом класса E и характеризуется очень высоким значением альбедо и, возможно, наличием такого минерала, как энстатит. Спектральные характеристики Штейнса настолько схожи с околоземным астероидом (3103) Эгер, что можно предполагать, что они являются осколками одного более крупного тела. До пролёта в 2008 году зонда Розетта мимо астероида, все данные, известные об этом астероиде, основывались лишь на анализе его блеска и позволяли лишь определить период вращения в 6 часов и приблизительно оценить диаметр астероида.
Пролёт рядом с астероидом европейского зонда Розетта, несмотря на его кратковременность (всего 7 минут) позволил уточнить форму и размеры астероида, а также получить его первые изображения. Как оказалось этот неправильной формы астероид, по своим очертаниям сильно напоминает бриллиант и имеет размеры от 6,67×5,81×4,47 км.
Период обращения вокруг собственной оси — 6 ч 2 мин (48,444±0,072) с. Наклон оси вращения составляет 169,5°.

## Поверхность
На поверхности астероида удалось насчитать 23 крупных кратера диаметром более 200 метров. 9 мая 2012 года для них были утверждены названия по названиям драгоценных камней. Диаметр наиболее крупного ударного кратера Алмаз — 2,1 км, что составляет треть от диаметра самого астероида. При среднем диаметре астероида в 5,3 км, не понятно, как он вообще смог пережить подобное столкновение. Кроме Алмаза на Штейнсе отмечено ещё три кратера, диаметром не менее километра: Циркон, Хризоберилл и Оникс.
Почти лишённая кратеров равнина в южном полушарии астероида (на фото оно вверху) получила название Область Черных в честь первооткрывателя этого астероида.

## Исследования
Зонд Розетта достиг астероида 5 сентября 2008 года, а в 20.58 по CEST произошло максимальное сближение аппарата с астероидом до расстояния в 800 км, при этом его скорость относительно астероида составляла 8,6 км/с. Астероид изучали с помощью 15 различных приборов, установленных на борту зонда, при помощи которых за небольшое пролётное время удалось получить большой объём новых данных. Время изучения ограничивалось необходимостью расположения аппарата с освещённой Солнцем стороны астероида, поскольку, только это позволит получить качественные и чёткие изображения.
Это было первый из двух астероидов, изученных этим зондом. Вторым, гораздо позднее, уже в 2010 году, стал астероид (21) Лютеция.